# Palythoa aggregata
Palythoa aggregata is een Zoanthideasoort uit de familie van de Sphenopidae. De wetenschappelijke naam van de soort is voor het eerst geldig gepubliceerd in 1830 door Lesson.